# RMG Rohstoffmanagement
Die RMG Rohstoffmanagement GmbH mit Sitz im hessischen Eltville am Rhein ist ein mittelständisches Unternehmen der Entsorgungswirtschaft.
Die Geschäftstätigkeit des Unternehmens umfasst im Wesentlichen die Abholung, den Transport, die Aufbereitung und die Verwertung von Abfall sowie die Abholung und den Transport von Wertstoffen (Verpackungsmüll, Altglas, Altpapier etc.). Hierbei ist es sowohl eigenwirtschaftlich (Wertstoffe wie Glas oder Papier) als auch im Auftrag von Kommunen bzw. kommunalen Zweckverbänden (Abfuhr von Restmüll) als auch von Unternehmen wie dem Dualen System Deutschland (Abfuhr von reyclingfähigen Verpackungen) tätig Mit insgesamt rund 20 Niederlassungen ist die RMG bundesweit tätig.